# Friedrich August Theodor Winnecke
Friedrich August Theodor Winnecke  (Groß Heere, Hannover, 5. veljače 1835. – Bonn, 3. prosinca, 1897.), njemački astronom
Poslije završetka studija bio je asistent u berlinskoj zvjezdarnici. Između 1858. i 1867. zamjenik direktora Pulkovskog opservatorija u Rusiji. Potom je duže vremena živio u Karlsruheu. Kad je osnovano novo njemačko sveučilište u Straßburgu, Winnecker je ondje bio profesor astronomije od 1872. do 1881.
1869. objavio je katalog Doppelsternmessungen (mjerenje dvostrukih zvijezda). Otkrio je podosta maglica.
Usprkos početno ograničenim sredstvima Instituta, stara je zvjezdarnica pod Winneckeovim vodstvom postigla visoki ugled. Po njegovim je planovima ondje sagrađena nova zvjezdarnica koja je do početka 20. stoljeća postala jednim od najboljih kapaciteta za astronomska istraživanja u Europi.
Bio je bitni član njemačke ekspedicije poslane na promatranje Venerina prijelaza 1874., za koju je vodio pripreme i velikim dijelom sproveo izračune. Vlastita mu se promatranja odnose posebice na promjenljive zvijezde, maglice (galaktike) i komete. Otkrio je ukupno 10 kometa, među njima periodični komet 7P/Pons-Winnecke te komet nekad znan kao "Pons-Coggia-Winnecke-Forbes" a poslije preimenovan u 27P/Crommelin po Andrewu Crommelinu koji je izračunao orbitu tog kometa.
1874. je godine izabran za člana Njemačke akademije prirodopisa Leopoldine. Od 1879. bio je dopisnim članom Pruske akademije znanosti.
Mjesto je morao iznenada napustiti zbog zdravstvenih razloga 1886. godine. Umro je 3. prosinca 1897. u Bonnu.
Asteroid 207 Hedda koji je 1879. otkrio Johann Palisa, imenovan je po Winneckeovoj supruzi Hedwig.

## Unutarnje poveznice
- Friedrich August Theodor Winnecke

## Vanjske poveznice
- Winneckeovi radovi na Astrophysics Data Systemu
- N. N.: Friedrich August Theodor Winnecke. Monthly Notices of the Royal Astronomical Society, Vol. 58 (1898), str. 155–159 (eng.)
- A. Auwers: Osmrtnica. Astronomische Nachrichten, Bd. 145 (1897), str. 161
- Winneckeovi radovi na stranicama Projekta Gutenberg
- Winneckeovi radovi i radovi o Winneckeu na Internetskom arhivu